# Ресен
Ре́сен (макед. Ресен, тур. Resne) — город в юго-западной части Северной Македонии, центр одноимённой общины.

## История
С бунта майора Ахмеда Ниязи-бея в Ресене 6 июля 1908 года началась Младотурецкая революция в Османской империи.

## Население
По переписи 2021 года в Ресене проживали 7904 жителей.
| Национальность | Всего          |
| Македонцы      | 7011 — 80,14 % |
| Албанцы        | 205 — 2,34 %   |
| Турки          | 1119 — 12,79 % |
| Цыгане         | 169            |
| Влахи          | 18             |
| Сербы          | 58             |
| Остальные      | 178            |

## Персоналии
- Ляпчев, Андрей (1866—1933) — премьер-министр Болгарии.
- Ниязи-бей, Ахмед (1873—1913) — османский офицер, лидер восстания младотурок.
- Димитров, Любен — болгарский революционер, член Македонской патриотичной организации.
- Пимен (Сотир Илиевский) (1971 —) — митрополит МПЦ.
- Радев, Симеон (1879—1967) — болгарский писатель и дипломат.
- Татарчев, Христо (1869—1952) — один из основателей ВМОРО.